# 蘇爾茨河 (阿爾特米爾河支流)
49°01′40″N 11°28′53″E / 49.02768254431819°N 11.481313705444336°E
蘇爾茨河（德語：Sulz），是德國的河流，位於該國東南部，由巴伐利亞負責管轄，屬於阿爾特米爾河的左支流，河道全長30.6公里，發源自貝恩高西北部，河口處在拜爾恩格里斯。